# 威洛斯普林 (北卡羅萊納州)
威洛斯普林（英語：Willow Spring）是位於美國北卡羅萊納州韋克縣的非建制地區。

## 歷史
威洛斯普林的郵局自1899年營運至今。

## 地理
威洛斯普林所處的海拔為高於海平面109米（即358英呎），而該地所採用的時區為UTC-5，即北美东部时区（EST）。同時該地設有夏令時間，為UTC-5調快一小時，即UTC-4（EDT）。